# 나카모리 아키나의 수상 및 후보 목록
다음은 나카모리 아키나가 음악 활동 기간 동안 수상한 상들의 목록이다. 

## 수상 목록
| 연도   | 대회, 가요제                                                        | 상·수상 작품 |
| ------ | ------------------------------------------------------------------- | --- |
| 1982년 | 제1회 메갈로폴리스 가요제(メガロポリス歌謡祭)                       | 신인부문입상 〈슬로우 모션〉 |
| 1982년 | 제15회 전일본유선방송대상(全日本有線放送大賞) 상반기                | 신인상 〈슬로우 모션〉 |
| 1982년 | 오리콘월간신인상(オリコン月間新人賞)                                | 7월 〈슬로우 모션〉 |
| 1982년 | 제8회 니혼 테레비음악제(日本テレビ音楽祭)                           | 신인상〈소녀A〉 |
| 1982년 | '82 KBC 신인가요음악제(KBC新人歌謡音楽祭)                           | 우수신인상 〈소녀A〉 |
| 1982년 | 제9회 ABC 가요신인 그랑프리(ABC歌謡新人グランプリ)                  | 은상 〈소녀A〉 |
| 1982년 | 제12회 긴자음악제(銀座音楽祭)                                       | 전문심사위원 장려상 〈소녀A〉 |
| 1982년 | 제15회 신주쿠 음악제(新宿音楽祭)                                    | 심사위원특별장려상 〈소녀A〉 |
| 1982년 | 제9회 요코하마 음악제(横浜音楽祭)                                   | 최우수신인상 〈소녀A〉 |
| 1982년 | '82 당신이 선정한 전일본가요음악제(あなたが選ぶ全日本歌謡音楽祭)    | 신인장려상 〈소녀A〉 |
| 1982년 | 제13회 일본가요대상(日本歌謡大賞)                                   | 방송음악신인부문 연맹상 〈소녀A〉 |
| 1982년 | 제15회 일본유선대상(日本有線大賞)                                   | 신인상 〈소녀A〉 |
| 1982년 | 제15회 전일본유선방송대상 (연간)                                    | 신인상 〈소녀A〉 |
| 1982년 | 제11회 FNS가요제(FNS歌謡祭)                                         | 우수신인상 〈소녀A〉 |
| 1982년 | 제7회 FM 도쿄 라이온리스너즈 그랑프리(ライオンリスナーズグランプリ) | 그랑프리 〈슬로우 모션〉 |
| 1983년 | 제20회 골든 애로상(ゴールデン・アロー賞)                            | 음악신인상 |
| 1983년 | 제16회 일본유선대상 (상반기)                                        | 최다 리퀘스트 가수상 유선음악상 〈트와일라잇 -석양의 편지-〉 |
| 1983년 | 제2회 메갈로폴리스 가요제                                           | 팝스 입상 〈1/2의 신화〉 |
| 1983년 | 제16회 전일본유선방송대상 (상반기)                                  | 우수 스타상 〈세컨드 러브〉 |
| 1983년 | 제9회 니혼테레비 음악제                                             | 금의 비둘기상 〈트와일라이트 -석양 편지-〉 |
| 1983년 | 제10회 요코하마 음악제                                              | 요코하마 음악제상 〈금구〉 |
| 1983년 | '83 당신이 선정한 전일본가요음악제                                  | 전문심사위원상 〈금구〉 |
| 1983년 | 제14회 일본가요대상                                                 | 방송음악상 〈금구〉 |
| 1983년 | 제25회 일본 레코드 대상(日本レコード大賞)                           | 골든 아이돌 특별상 (TBS상)（TBS賞） 골든 아이돌상 〈금구〉 '83 앨범 베스트10 《NEW AKINA 에트랑제》 |
| 1983년 | 제16회 일본유선대상 (하반기)                                        | 최다 리퀘스트 가수상 〈금구〉 유선음악상 〈금구〉 |
| 1983년 | 제16회 전일본유선방송대상 (연간)                                    | 요미우리테레비 최우수상 〈금구〉 우수스타상 〈금구〉 |
| 1983년 | 제16회 일본 레코드 세일즈 대상(日本レコードセールス大賞)            | 세일즈 대상 LP대상 |
| 1983년 | 제3회 일본작곡대상(日本作曲大賞)                                    | 대상: 키스기 타카오〈세컨드 러브〉 |
| 1984년 | 미스 DJ 리퀘스트 퍼레이드(ミスDJリクエストパレード)                 | '83 베스트 아티스트 상 |
| 1984년 | 제17회 일본유선대상 (상반기)                                        | 상반기 유선대상 〈서던 윈드〉 |
| 1984년 | 제3회 메갈로폴릐스 가요제                                           | 팝스 그랑프리〈서던 윈드〉 팝스 입상〈서던 윈드〉 |
| 1984년 | 제17회 전일본유선방송대상 (상반기)                                  | 요미우리 테레비 최우수상 〈서던 윈드〉 우수스타상〈서던 윈드〉 |
| 1984년 | 제10회 니혼 테리비 음악제                                           | 그랑프리 〈십계 (1984)〉 |
| 1984년 | 제11회 요코하마 음악제                                              | 요코하마 음악제상 〈십계 (1984)〉 |
| 1984년 | '84 당신이 선정한 전일본가요음악제                                  | 골든 그랑프리 〈십계 (1984)〉 |
| 1984년 | 제15회 일본가요대상                                                 | 최우수방송음악상 〈십계 (1984)〉 |
| 1984년 | 제17회 일본유선대상                                                 | 최다 리퀘스트 가수상 〈십계 (1984)〉 유선음악상 〈십계 (1984)〉 |
| 1984년 | 제17회 전일본유선방송대상                                           | 심사위원회 최우수상 〈기타 윙〉 우수스타상 〈기타 윙〉 |
| 1984년 | 제13회 FNS가요제                                                    | 최우수히트상 〈기타 윙〉 우수가요음악상 〈십계 (1984)〉 |
| 1984년 | 제17회 일본 레코드 세일즈 대상                                      | 싱글 부문: 골든상 LP부문: 골든상 |
| 1984년 | 제26회 일본 레코드 대상                                             | 최우수스타상 〈기타 윙〉,〈서던 윈드〉, 〈십계 (1984)〉 금상 〈기타 윙〉 |
| 1984년 | 제4회 일본작곡대상                                                  | 우수작곡가상: 하야시 테츠지 〈기타 윙〉 |
| 1985년 | 제22회 골든 애로상                                                  | 음악상 |
| 1985년 | 제18회 전일본유선방송대상 (상반기)                                  | 요미우리 테레비 최우수상 〈미 아모레〉 우수스타상 〈미 아모레〉 |
| 1985년 | 제11회 니혼 테레비 음악제                                           | 우수상 〈SAND BEIGE -사막으로-〉 |
| 1985년 | 제12회 요코하마 음악제                                              | 요코하마 음악제 〈SOLITUDE〉 |
| 1985년 | '85 전일본가요음악제                                                | 최우수가창상 〈SOLITUDE〉 금상 〈SOLITUDE〉 |
| 1985년 | 제16회 일본가요대상                                                 | 방송음악 프로듀서 연맹상 〈SOLITUDE〉 방송음악상 |
| 1985년 | 제18회 일본유선대상                                                 | 최다 리퀘스트 가수상 〈SAND BEIGE -사막으로-〉 유선음악상 〈SAND BEIGE -사막으로-〉 |
| 1985년 | 제18회 전일본유선방송대상                                           | 요미우리 테레비 최우수상〈SAND BEIGE -사막으로-〉 우수스타상 〈SAND BEIGE -사막으로-〉 |
| 1985년 | 제14회 FNS가요제                                                    | 그랑프리〈미 아모레〉 최우수스타상 〈장식이 아니야, 눈물은〉 우수가요음악상 〈미 아모레〉 |
| 1985년 | 제18회 일본 레코드 세일즈 대상                                      | 아티스트 세일즈 대상 싱글부문: 대상 LP부문: 골든상 |
| 1985년 | 제27회 일본 레코드 대상                                             | 대상 〈미 아모레〉 금상〈미 아모레〉 우수앨범상 《D404ME》 |
| 1985년 | 제5회 일본작곡대상                                                  | 우수작곡가상: 마츠오카 나오야 〈미 아모레〉 |
| 1986년 | 제5회 메갈로폴리스 가요제                                           | 팝스 그랑프리 〈집시 퀸〉 팝스 입상〈집시 퀸〉 |
| 1986년 | 제19회 전일본유선방송대상 (상반기)                                  | 그랑프리 〈DESIRE -정열-〉 우수스타상 〈DESIRE -정열-〉 |
| 1986년 | 제12회 니혼 테레비 음악제                                           | 그랑프리 〈DESIRE -정열-〉 우수상 〈DESIRE -정열-〉 |
| 1986년 | '86 전일본가요음악제                                                | 골든 그랑프리〈Fin〉 |
| 1986년 | 제13회 요코하마 음악제                                              | 요코하마 음악제상 |
| 1986년 | 제17회 일본가요대상                                                 | 대상 〈Fin〉 방송음악 특별상 〈Fin〉 |
| 1986년 | 제19회 일본유선대상                                                 | 최다 리퀘스트 가수상〈DESIRE -정열-〉 유선음악상 〈DESIRE -정열-〉 |
| 1986년 | 제19회 전일본유선방송대상                                           | 최다 리퀘스트상 〈Fin〉 우수스타상 〈Fin〉 |
| 1986년 | 제15회 FNS가요제                                                    | 그랑프리 〈DESIRE -정열-〉 우수가요음악상 최우수히트상 〈DESIRE -정열-〉 |
| 1986년 | 제19회 일본 레코드 세일즈 대상                                      | 아티스트 세일즈 대상 싱글 부문: 대상 LP부문: 대상 |
| 1986년 | 제28회 일본 레코드 대상                                             | 대상 〈DESIRE -정열-〉 베스트 아티스트상 〈DESIRE -정열-〉등 금상 〈DESIRE -정열-〉 |
| 1987년 | 제24회 골든 애로상                                                  | 음악상 |
| 1987년 | 제1회 일본 골드 디스크 대상(日本ゴールドディスク大賞)               | The Grand Prix Artist of the Year(일본 음악) The Best Artist of the Year(일본 음악) The Best Single of the Year(일본 음악) 〈DESIRE -정열-〉 The Grand Prix Album of the Year (일본 음악) 《BEST》 The Best Album of the Year (일본 음악) 팝스 부문 《BEST》 |
| 1987년 | 제20회 전일본유선방송대상 (상반기)                                  | 우수스타상 〈TANGO NOIR〉 |
| 1987년 | '87 전일본가요음악제                                                | 특별화제상 〈난파선〉 |
| 1987년 | 제17회 긴자 음악제                                                  | 가요 팝스 부문 금상 〈난파선〉 |
| 1987년 | 제14회 요코하마 음악제                                              | 요코하마 음악제상 〈TANGO NOIR〉 |
| 1987년 | 제18회 일본가요대상                                                 | 최우수방송음악상 〈난파선〉 방송음악 특별연맹상 |
| 1987년 | 제20회 일본유선대상                                                 | 최다 리퀘스트 가수상 〈난파선〉 유선음악상 〈BLONDE〉 |
| 1987년 | 제20회 전일본유선방송대상                                           | 최다 리퀘스트상 〈난파선〉 우수스타상 〈난파선〉 |
| 1987년 | 제16회 FNS가요제                                                    | 최우수가창상 〈난파선〉 우수가요음악상 〈난파선〉 |
| 1987년 | 제20회 일본 레코드 세일즈 대상                                      | 아티스트 세일즈 대상 싱글 부문: 골든상 LP부문: 골든상 |
| 1987년 | 제29회 일본 레코드 대상                                             | 특별대중상 〈난파선〉등 금상 〈난파선〉 우수앨범상 《CRIMSON》 |
| 1988년 | 제2회 일본 골드디스크 대상                                          | The Best Single of the Year (일본 음악)〈TANGO NOIR〉・〈난파선〉 |
| 1988년 | 제7회 메갈로폴리스 가요제                                           | 팝스 대상 〈TATTOO〉 팝스 메갈로폴리스상 〈TATTOO〉 |
| 1988년 | 제21회 전일본유선방송대상 (상반기)                                  | 요미우리 테레비 최우수상 〈TATTOO〉 |
| 1988년 | 제21회 일본유선대상                                                 | 유선음악상 〈I MISSED "THE SHOCK"〉 |
| 1988년 | 제21회 전일본유선방송대상 (연간)                                    | 우수스타상 〈I MISSED "THE SHOCK"〉 |
| 1988년 | 제17회 FNS가요제                                                    | 최우수가창상 〈I MISSED "THE SHOCK"〉 우수가요음악상 〈I MISSED "THE SHOCK"〉 |
| 1988년 | 제30회 일본 레코드 대상                                             | 금상 〈TATTOO〉 |
| 1988년 | AVA그랑프리(AVAグランプリ)                                          | 은상·도쿄 도지사상 《Cross My Palm》 |
| 1988년 | 제3회 일본 골드디스크 대상                                          | The Best 5 Artists of the Year (일본 음악) |
| 1989년 | '89 비디오 오브 더 이어(ビデオ・オブ・ザ・イヤー)                   | 최우수 뮤직비디오상 《AKINA EAST LIVE INDEX-XXIII》 |
| 1989년 | 제22회 일본 레코드 세일즈 대상                                      | LP부문: 실버상 |
| 1992년 | 멀티미디어 그랑프리(マルチメディアグランプリ)                       | 비디오부문 음악비디오상 《夢 '91 Akina Nakamori Special Live》 |
| 2001년 | 제41회 ACC CM FESTIVAL                                              | TV스팟 CM부문、ACC동상 〈환켈 녹즙 《남편의 녹즙》편〉 |
| 2007년 | 제49회 일본 레코드 대상                                             | 기획상 《염화 -Enka-》 |
| 2008년 | 제22회 일본 골드디스크 대상                                         | 더 베스트 엔카·가요곡 아티스트 |
| 2015년 | 제29회 일본 골드디스크 대상                                         | 베스트 엔카·가요곡 아티스트 |